# Juvenília
Juvenília é um município brasileiro localizado no extremo norte do estado de Minas Gerais. E é o município mais novo do estado de Minas Gerais sendo emancipado em 1996, o município faz divisa com a Bahia. Sua população recenseada em 2022 era de 5 789 habitantes. 

## História
Juvenília, antigo distrito criado em 1962 e subordinado ao município de Manga, emancipou-se pela Lei Estadual nº 12030, de 21 de dezembro de 1995.

## Geografia
Localiza-se na mesorregião Norte de Minas.  É o município mais ao norte do estado possuindo uma das cidades mineiras mais distantes da capital, Belo Horizonte. O ponto mais alto do município é de 445 metros, local: ponto central da cidade.

### Clima
| Mês | Temperaturas médias |
| JAN | 29.5 20.1           |
| FEV | 30.7 20.1           |
| MAR | 30.7 19.6           |
| ABR | 30 19.1             |
| MAI | 29.9 17.8           |
| JUN | 28.8 15.8           |
| JUL | 29.2 15.1           |
| AGO | 30.9 17             |
| SET | 31.9 19.7           |
| OUT | 31.5 20.2           |
| NOV | 30.2 20             |
| DEZ | 30 20.1             |

Fonte: Tempo Agora

### Estradas
- BR-30
- BR-135

A BR-30 é pavimentada de Montalvânia até Juvenília,que é cerca de 30 km.

## Administração
- Prefeito: Mailson Lopes de Oliveira (2025/2028) [3]
- Vice-prefeito: Marcos Antônio Siqueira [3]
- Presidente da câmara: Luiz Freires Sirqueira (2016/2017)